# Kamaru Usman
Kamarudeen The Nigerian Nightmare Usman hay Kamaru (họ Usman, sinh ngày 11 tháng 05 năm 1987) là vận động viên mixed martial arts (MMA) chuyên nghiệp người Mỹ gốc Nigeria với sự nghiệp thi đấu hạng cân welterweight. Anh hiện đang ký hợp đồng và thi đấu tại Ultimate Fighting Championship (UFC) – giải đấu MMA lớn nhất thế giới, và đang là Nhà vô địch hạng welterweight UFC hiện tại. Kamaru Usman cũng là người chiến thắng giải đấu The Ultimate Fighter 21. Tính đến ngày 05 tháng 10 năm 2020, anh đứng thứ năm trong Bảng xếp hạng Ultimate Fighting Championship không phân biệt hạng cân (pound for pound).
Kamaru Usman có phong cách thi đấu đặc trưng với kỹ thuật vật, khóa, hạ gục đối thủ dựa trên thể lực dồi dào, cơ thể bền bỉ, giành ưu thế trận chiến bằng độ bền đặc biệt. Chiến thuật và khả năng của Kamaru khiến đối thủ không thể hoặc gặp khó khăn trong việc sử dụng hệ thống kỹ thuật tấn công, rơi vào trạng thái bị động.

## Thời thơ ấu
Kamaru Usman sinh ra ở Auchi, Nigeria, trong một gia đình trung lưu, với cha là quân nhân trong quân đội Nigeria và mẹ anh là một giáo viên. Gia đình ba anh em, Kashetu Usman là con trai cả, một Dược sĩ (Doctor of Pharmacy) và Mohammed, Kamaru là con thứ hai và người em út là Mohammed Usman, cũng là một võ sĩ MMA chuyên nghiệp ở hạng heavyweight. Trong năm 1995, gia đình Kamaru Usman rời thành phố Benin, di chuyển và nhập cư vào Hoa Kỳ khi anh mới tám tuổi. Anh bắt đầu tập luyện wrestling từ năm thứ hai trung học, tại trường trung học Bowie ở Arlington, Texas. Thời điểm này, Kamaru có thêm biệt danh là Marty khi gia nhập đội, bởi huấn luyện viên của anh gặp khó khăn khi phát âm tên gọi theo tiếng Nigeria: Kamarudeen, và cái tên Marty đã gắn bó với anh ấy trong suốt sự nghiệp đấu vật nghiệp dư. Thời trung học, anh lập kỷ lục thành tích thi đấu 53 – 3 và đứng thứ ba tại giải vô địch bang Texas; Usman cũng từng đấu vật với Jon Jones tại giải quốc gia trước khi vào đại học.
Ở trường đại học, Usman đã thi đấu wrestling ở tiểu bang Iowa tại Đại học William Penn trong một năm, anh đã lọt vào vòng loại giải đấu quốc gia NAIA năm 2007, nhưng không thể tham dự giải đấu do bão tuyết. Tuy nhiên, một nửa thành viên đội của anh và huấn luyện viên trưởng đã rời đi sớm để tham gia giải đấu mà không có anh, điều này khiến Kamaru Usman thất vọng, dẫn tới quyết định rời trường William Penn. Sau đó, anh chuyển đến Đại học Nebraska tại Kearney (UNK), trường từng kêu gọi Kamaru gia nhập dưới đề cử của đô vật UNK lúc bấy giờ là Tervel Dlagnev, và sau đó đã giúp đội tuyển Nebraska–Kearney Lopers giành được danh hiệu đồng đội đầu tiên vào năm 2008. Kamaru Usman đã giành được danh hiệu toàn quốc của NCAA Division II trong cả ba năm anh tham dự cùng trường UNK và là người hai lần vào chung kết quốc gia. Anh trở thành nhà vô địch quốc gia NCAA Division II ở hạng cân 174 lbs (78,93 kg) vào năm 2010, kết thúc mùa giải với thành tích 44 – 1. Ngoài ra, Kamaru Usman là thành viên University World Team trong môn đấu vật tự do vào năm 2010. Cựu ngôi sao của Liên đoàn Bóng bầu dục Quốc gia (NFL), Christian Okoye, người có biệt danh Nigerian Nightmare được đăng ký nhãn hiệu, đã gửi tới Kamaru Usman lời cho phép sử dụng tự do biệt danh đó.

## Sự nghiệp MMA

### MMA chuyên nghiệp
Kamaru Usman ra mắt MMA chuyên nghiệp vào tháng 11 năm 2012. Thời gian đầu, Kamaru thi đấu ở các giải vùng như RFA, CFA, VFC, Legacy. Ngày 30 tháng 11 năm 2012, anh ra mắt ở giải RFA, chiến thắng TKO ở hiệp hai với đối thủ David Glover. Ở trận thứ hai năm 2013, Kamaru đã thua bằng đòn rear-naked choke ngay hiệp một, đây cũng là trận thua đầu tiên trong sự nghiệp của anh. Đến năm 2014, anh đã đạt thành tích 5 – 1, cạnh tranh trước khi thử sức ở giải The Ultimate Fighter vào đầu năm 2015.
Vào tháng 02 năm 2015, Kamaru Usman một trong những vận động viên được chọn tham gia The Ultimate Fighter 21, một giải đấu tiền đề thuộc hệ thống UFC. Trong trận chiến đầu tiên trong giải, Usman phải đối mặt với Michael Graves. Anh đã thắng thông qua quyết định của giám khảo. Trong trận bán kết, Usman đối đầu với cựu vô địch WSOF Welterweight Steve Carl. Anh đã thắng trận đấu thông qua quyết định unanimous và tiến vào trận chung kết. Trong trận chung kết, Usman đối mặt với Hayder Hassan vào ngày 12 tháng 07 năm 2015, tại The Ultimate Fighter 21 Finale. Anh đã thắng bằng arm-triangle choke ở hiệp hai, qua đó giành được quyền hợp đồng với UFC, giải đấu võ thuật lớn nhất thế giới. Chiến thắng này mang lại cho anh hạng mục thưởng Performance of the Night.

### Ultimate Fighting Championship
Sau khi chiến thắng The Ultimate Fighter 21 Finale năm 2015, Kamaru Usman chính thức tham gia Ultimate Fighting Championship – bắt đầu chặng đường quan trọng trong sự nghiệp võ thuật của mình.

#### 2015 – 2018
Kamaru Usman đối mặt với Leon Edwards vào ngày 19 tháng 12 năm 2015, tại UFC trên Fox 17. Anh đã chiến thắng unanimous decision sau ba hiệp. Kamaru Usman dự kiến sẽ đối đầu với Sérgio Moraes vào ngày 14 tháng 05 năm 2016, tại UFC 198. Tuy nhiên, anh đã bị thay thế trên thủ tục không phù hợp. Kamaru tiếp theo đối đầu với Alexander Yakovlev vào ngày 23 tháng 07 năm 2016, tại UFC on Fox 20. Anh đã giành chiến thắng thông qua unanimous decision. Anh đối đầu với Warlley Alves vào ngày 19 tháng 11 năm 2016, tại UFC Fight Night 100, tiếp tục thắng trận thông qua unanimous decision.
Kamaru Usman đối đầu với Sean Strickland vào ngày 08 tháng 04 năm 2017, tại UFC 210. Tại trận này, anh lại chiến thắng thông qua unanimous decision, liên tiếp bốn trận. Sau đó, một trận đấu được lên lịch lại giữa anh và Sérgio Moraes cuối cùng đã diễn ra vào ngày 16 tháng 09 năm 2017, tại UFC Fight Night 116. Kamaru đã thắng KO ngay trong hiệp một bằng một cú đấm trực tiếp. Usman được lên kế hoạch đối đầu với Emil Weber Meek vào ngày 30 tháng 12 năm 2017, tại UFC 219, nhưng trận đấu đã được dời lại cho UFC Fight Night 124. Anh đã chiến thắng unanimous decision trận này.
Kamaru Usman dự kiến sẽ đối đầu với Santiago Ponzinibbio vào ngày 19 tháng 05 năm 2018, tại UFC Fight Night 129. Tuy nhiên, vào ngày 21 tháng 04, Ponzinibbio đã rút lui vì chấn thương và đối thủ thay thế là Demian Maia. Kamaru đã giành chiến thắng unanimous decision. Kamaru đối đầu với Rafael dos Anjos vào ngày 30 tháng 11 năm 2018, tại The Ultimate Fighter: Heavy Hitters Finale. Anh tiếp tục thắng trận thông qua unanimous decision. Chiến thắng này mang lại cho anh hạng mục thưởng Performance of the Night.

#### Từ 2019
Với chiến thắng liên tiếp chín trận tại UFC, Kamaru tiếp theo đối đầu với nhà vô địch hạng Welterweight UFC Tyron Woodley vào ngày 02 tháng 03 năm 2019, trong sự kiện đồng chính tại UFC 235. Anh ấy đã thắng trận đấu thông qua unanimous decision, trở thành Nhà vô địch hạng Welterweight mới của UFC. Kamaru Usman bảo vệ danh hiệu đầu tiên của mình, đối mặt với Colby Covington tại UFC 245 vào ngày 14 tháng 12 năm 2019. Anh ấy đã chiến thắng TKO ở hiệp thứ năm bằng một cú đấm trực tiếp. Chiến thắng mang lại cho anh giải thưởng Fight of the Night.
Kamaru Usman đã được lên kế hoạch để bảo vệ danh hiệu của mình lần thứ hai trước Gilbert Burns vào ngày 12 tháng 07 năm 2020 tại UFC 251. Cả hai đều xuất phát từ cùng một câu lạc bộ Sanford MMA, Kamaru được huấn luyện dưới sự dẫn dắt của Trevor Wittman để tham gia trận chiến. Vào ngày 03 tháng 07 năm 2020, Gilbert Burns có kết quả xét nghiệm dương tính với COVID-19 và rời khỏi trận đấu. Vào ngày 05 tháng 07 năm 2020, UFC thông báo Jorge Masvidal là người thay thế cho Burns. Kamaru đã giành chiến thắng trong trận đấu thông qua unanimous decision. Trận này có tới 1,3 triệu lượt mua trả tiền (pay-per-view) ở Hoa Kỳ, nhiều nhất kể từ UFC 229 vào tháng 10 năm 2018. Sau trận đấu này, Kamaru đã cân bằng kỷ lục của Khabib Nurmagomedov, cả hai trở thành hai nhà vô địch bất bại tại Ultimate Fighting Championship với 12 trận thắng trong sự nghiệp ở giải đấu. Kamaru Usman đã được lên kế hoạch để bảo vệ vị trí của mình trước Gilbert Burns, vào ngày 12 tháng 12 năm 2020 tại UFC 256. Tuy nhiên, vào ngày 05 tháng 10 năm 2020, anh thông báo rút lui khỏi trận đấu, với lý do cần thêm thời gian để hồi phục sau những chấn thương không được tiết lộ và trận đấu được hoãn lại vào một ngày không xác định trong tương lai.
Ngày 13 tháng 02 năm 2021, tại UFC 258, trận đấu tâm điểm diễn ra giữa Kamaru Usman và Gilbert Burns. Trong trận, anh tiếp tục sử dụng kỹ thuật bền bỉ, hạ KO đối thủ ở hiệp ba bằng cú đấm lực mạnh, bảo vệ thành công đai vô địch và nhận hạng mục thưởng Performance of the Night.

## Đời tư
Kamaru và vợ có một cô con gái, Samirah Usman (sinh năm 2014).

## Thành tích sự nghiệp
- Hiệp hội Athletic Collegiate National
  - NCAA Division II Wrestling Championship (174 lbs, 2010).[10]
  - NCAA Division II Wrestling toàn Mỹ (174 lbs) (2008, 2009, 2010).[10]
- Ultimate Fighting Championship
  - Giải vô địch hạng Welterweight của UFC (một lần, đương kim vô địch),[43] hai lần bảo vệ danh hiệu thành công.
  - Nhà vô địch người Nigeria đầu tiên trong lịch sử UFC.
  - Chiến thắng Ultimate Fighter 21.[19]
  - Performance of the Night (hai lần) vs. Hayder Hassan và Rafael dos Anjos.[20][41]
  - Fight of the Night (một lần) trận đấu vs. Colby Covington.[46]
  - Trận đấu kết thúc thời gian dài nhất trong lịch sử hạng Welterweight của UFC.[58]
  - Trận đấu KO thời gian dài nhất nhất trong lịch sử tranh đai UFC.[58]
- MMAJunkie.com: trận chiến trong tháng vào tháng 12 năm 2019 vs. Colby Covington.[59]

## Thống kê

### MMA
| Thống kê thành tích chuyên nghiệp |          |        |
| 19 trận                           | 18 thắng | 1 thua |
| Bằng knockout                     | 8        | 0      |
| Bằng submission                   | 1        | 1      |
| Bằng quyết định trọng tài         | 9        | 0      |

| KQ    | Chỉ số | Đối thủ            | Dạng                            | Sự kiện                                                         | Ngày                 | Hiệp | Giờ  | Địa điểm                 | Ghi chú                                                                       |
| ----- | ------ | ------------------ | ------------------------------- | --------------------------------------------------------------- | -------------------- | ---- | ---- | ------------------------ | ----------------------------------------------------------------------------- |
| Thắng | 18–1   | Gilbert Burnsl     | KO (đấm)                        | UFC 258                                                         | 13 tháng 2 năm 2021  | 3    | 0:34 | Las Vegas                | Bảo vệ đai UFC Welterweight Championship.                                     |
| Thắng | 17–1   | Jorge Masvidal     | Decision (unanimous)            | UFC 251                                                         | 12 tháng 7 năm 2020  | 5    | 5:00 | Abu Dhabi                | Bảo vệ đai UFC Welterweight Championship, Performance of the Night.           |
| Thắng | 16–1   | Colby Covington    | TKO (cú đấm)                    | UFC 245                                                         | 14 tháng 12 năm 2019 | 5    | 4:10 | Las Vegas, Nevada        | Bảo vệ đai UFC Welterweight Championship. Fight of the Night.                 |
| Thắng | 15–1   | Tyron Woodley      | Decision (unanimous)            | UFC 235                                                         | 2 tháng 3 năm 2019   | 5    | 5:00 | Las Vegas, Nevada        | Giành đai UFC Welterweight Championship.                                      |
| Thắng | 14–1   | Rafael dos Anjos   | Decision (unanimous)            | The Ultimate Fighter: Heavy Hitters Finale                      | 30 tháng 11 năm 2018 | 5    | 5:00 | Las Vegas, Nevada        | Performance of the Night.                                                     |
| Thắng | 13–1   | Demian Maia        | Decision (unanimous)            | UFC Fight Night: Maia vs. Usman                                 | 19 tháng 5 năm 2018  | 5    | 5:00 | Santiago                 |                                                                               |
| Thắng | 12–1   | Emil Weber Meek    | Decision (unanimous)            | UFC Fight Night: Stephens vs. Choi                              | 14 tháng 1 năm 2018  | 3    | 5:00 | St. Louis, Missouri      |                                                                               |
| Thắng | 11–1   | Sérgio Moraes      | KO (punch)                      | UFC Fight Night: Rockhold vs. Branch                            | 16 tháng 9 năm 2017  | 1    | 2:48 | Pittsburgh, Pennsylvania |                                                                               |
| Thắng | 10–1   | Sean Strickland    | Decision (unanimous)            | UFC 210                                                         | 8 tháng 4 năm 2017   | 3    | 5:00 | New York                 |                                                                               |
| Thắng | 9–1    | Warlley Alves      | Decision (unanimous)            | UFC Fight Night: Bader vs. Nogueira 2                           | 19 tháng 11 năm 2016 | 3    | 5:00 | São Paulo                |                                                                               |
| Thắng | 8–1    | Alexander Yakovlev | Decision (unanimous)            | UFC on Fox: Holm vs. Shevchenko                                 | 23 tháng 7 năm 2016  | 3    | 5:00 | Chicago, Illinois        |                                                                               |
| Thắng | 7–1    | Leon Edwards       | Decision (unanimous)            | UFC on Fox: dos Anjos vs. Cerrone 2                             | 19 tháng 12 năm 2015 | 3    | 5:00 | Orlando, Florida         |                                                                               |
| Thắng | 6–1    | Hayder Hassan      | Submission (arm-triangle choke) | The Ultimate Fighter: American Top Team vs. Blackzilians Finale | 12 tháng 7 năm 2015  | 2    | 1:19 | Las Vegas, Nevada        | Thắng The Ultimate Fighter Welterweight Tournament. Performance of the Night. |
| Thắng | 5–1    | Marcus Hicks       | TKO (cú đấm)                    | Legacy FC 33                                                    | 18 tháng 7 năm 2014  | 2    | 5:00 | Texas                    |                                                                               |
| Thắng | 4–1    | Lenny Lovoto       | TKO (cú đấm)                    | Legacy FC 30                                                    | 4 tháng 4 năm 2014   | 3    | 1:04 | New Mexico               |                                                                               |
| Thắng | 3–1    | Steven Rodriguez   | TKO (cú đấm)                    | Legacy FC 27                                                    | 31 tháng 1 năm 2014  | 1    | 1:31 | Houston, Texas           |                                                                               |
| Thắng | 2–1    | Rashid Abdullah    | TKO (cú đấm)                    | VFC 41                                                          | 14 tháng 12 năm 2013 | 1    | 3:49 | Nebraska                 | Catchweight (180 lb) bout.                                                    |
| Thua  | 1–1    | Jose Caceres       | Submission (rear-naked choke)   | CFA 11                                                          | 24 tháng 5 năm 2013  | 1    | 3:47 | Coral Gables, Florida    |                                                                               |
| Thắng | 1–0    | David Glover       | TKO (cú đấm)                    | RFA 5                                                           | 30 tháng 11 năm 2012 | 2    | 4:50 | Nebraska                 | Ra mắt Welterweight.                                                          |